# Championnat d'Angleterre de football de deuxième division 1927-1928
Navigation
Édition précédente Édition suivante
La saison 1927-1928 est la 32e saison du championnat d'Angleterre de football de deuxième division. Les deux premiers du championnat obtiennent une place en première division, les deux derniers sont relégués.
Manchester City remporte la compétition et se voit promu en première division accompagné du vice-champion, Leeds United..

## Compétition
La victoire est à deux points, un match nul vaut un point.

### Classement
| Rang | Équipe                  | Pts | J  | G  | N  | P  | Bp  | Bc  | Diff |
| ---- | ----------------------- | --- | -- | -- | -- | -- | --- | --- | ---- |
| 1    | Manchester City         | 59  | 42 | 25 | 9  | 8  | 100 | 59  | +41  |
| 2    | Leeds UnitedR           | 57  | 42 | 25 | 7  | 10 | 98  | 49  | +49  |
| 3    | Chelsea FC              | 54  | 42 | 23 | 8  | 11 | 75  | 45  | +30  |
| 4    | Preston North End       | 53  | 42 | 22 | 9  | 11 | 100 | 66  | +34  |
| 5    | Stoke CityP             | 52  | 42 | 22 | 8  | 12 | 78  | 59  | +19  |
| 6    | Swansea Town            | 48  | 42 | 18 | 12 | 12 | 75  | 63  | +12  |
| 7    | Oldham Athletic         | 46  | 42 | 19 | 8  | 15 | 75  | 51  | +24  |
| 8    | West Bromwich AlbionR   | 46  | 42 | 17 | 12 | 13 | 90  | 70  | +20  |
| 9    | Port Vale               | 44  | 42 | 18 | 8  | 16 | 68  | 57  | +11  |
| 10   | Nottingham Forest       | 40  | 42 | 15 | 10 | 17 | 83  | 84  | -1   |
| 11   | Grimsby Town            | 40  | 42 | 14 | 12 | 16 | 69  | 83  | -14  |
| 12   | Bristol CityP           | 39  | 42 | 15 | 9  | 18 | 76  | 69  | +7   |
| 13   | Barnsley FC             | 39  | 42 | 14 | 11 | 17 | 65  | 85  | -20  |
| 14   | Hull City               | 39  | 42 | 12 | 15 | 15 | 41  | 54  | -13  |
| 15   | Notts County            | 38  | 42 | 13 | 12 | 17 | 68  | 74  | -6   |
| 16   | Wolverhampton Wanderers | 36  | 42 | 13 | 10 | 19 | 63  | 91  | -28  |
| 17   | Southampton FC          | 35  | 42 | 14 | 7  | 21 | 68  | 77  | -9   |
| 18   | Reading FC              | 35  | 42 | 11 | 13 | 18 | 53  | 75  | -22  |
| 19   | Blackpool FC            | 34  | 42 | 13 | 8  | 21 | 83  | 101 | -18  |
| 20   | Clapton Orient          | 34  | 42 | 11 | 12 | 19 | 55  | 85  | -30  |
| 21   | Fulham FC               | 33  | 42 | 13 | 7  | 22 | 68  | 89  | -21  |
| 22   | South Shields FC        | 23  | 42 | 7  | 9  | 6  | 56  | 111 | -55  |

|  | Vainqueur de la deuxième division et promotion en First Division |
|  | Promotion en First Division                                      |
|  | Relégué                                                          |

- Manchester City remporte pour la quatrième fois le championnat de deuxième division, pour Leeds United c'est une remontée immédiate en première division[1].

- Pour South Shields FC et la relégation en troisième division c'est le début de problèmes financiers, le club sera relocalisé en 1930 à Gateshead[2].